# Trinidad (Bohol)
Trinidad é um município de  terceira classe de renda municipal (d) na província Bohol, nas Filipinas. De acordo com o censo de 1 de maio  de  2020 possui uma população de 35 119 pessoas e 7 898 domicílios.